# British Academy Film Award/Beste Kostüme
British Academy Film Award: Beste Kostüme (Best Costume Design)
Gewinner und Nominierte in der Kategorie Beste Kostüme (Best Costume Design) seit der ersten Verleihung bei den British Academy Film Awards (BAFTA Awards) im Jahr 1965. Von 1965 bis 1968 wurde der Preis in den Unterkategorien Farb- bzw. Schwarzweißfilm vergeben; seit der Verleihung 1969 wurden beide Kategorien zusammengelegt. Bisher ist Colleen Atwood die einzige Kostümbildnerin, die die Auszeichnung vier Mal gewinnen konnte.

## 1960er-Jahre
1965

Beste Kostüme – Farbe
Margaret Furse – Becket
Anthony Mendleson – Raubzug der Wikinger (The Long Ships)
Beatrice Dawson – Die Strohpuppe (Woman of Straw)
Anthony Mendleson – Der gelbe Rolls-Royce (The Yellow Rolls-Royce)
1965

Beste Kostüme – Schwarz/Weiß
Motley Theatre Design Group – Schlafzimmerstreit (The Pumpkin Eater)
Beatrice Dawson – Der Menschen Hörigkeit (Of Human Bondage)
Julie Harris – Das Verlangen (Psyche 59)
1966

Beste Kostüme – Farbe
Osbert Lancaster, Dinah Greet – Die tollkühnen Männer in ihren fliegenden Kisten (Those Magnificent Men in Their Flying Machines)
Elizabeth Haffenden, Joan Bridge – Die amourösen Abenteuer der Moll Flanders (The Amorous Adventures of Moll Flanders)
Julie Harris – Hi-Hi-Hilfe! (Help!)
Margaret Furse – Ein Schuß im Dunkeln (A Shot in the Dark)
Margaret Furse – Cassidy, der Rebell (Young Cassidy)
1967

Beste Kostüme – Farbe
Julie Harris – Letzte Grüße von Onkel Joe (The Wrong Box)
Christian Dior – Arabeske (Arabesque)
John Furniss – Der blaue Max (The Blue Max)
Nicholas Georgiadis – Romeo and Juliet
1968

Beste Kostüme – Farbe
Elizabeth Haffenden, Joan Bridge – Ein Mann zu jeder Jahreszeit (A Man for All Seasons)
Julie Harris – Casino Royale
Alan Barrett – Die Herrin von Thornhill (Far from the Madding Crowd)
Elizabeth Haffenden, Joan Bridge – Half a Sixpence
1968

Beste Kostüme – Schwarz/Weiß
Jocelyn Rickards – Mademoiselle
Jocelyn Rickards – Nur eine Frau an Bord (The Sailor from Gibraltar)
1969
Danilo Donati – Romeo und Julia (Romeo and Juliet)
David Walker – Der Angriff der leichten Brigade (The Charge of the Light Brigade)
Margaret Furse – Der Löwe im Winter (The Lion in Winter)
Phyllis Dalton – Oliver (Oliver!)

## 1970er-Jahre
1970
Anthony Mendleson – Oh! What a Lovely War
Irene Sharaff – Funny Girl
Ruth Myers – Isadora
Shirley Russell – Liebende Frauen (Women in Love)
1971
Maria De Matteis – Waterloo
Margaret Furse – Königin für tausend Tage (Anne of the Thousand Days)
Vittorio Nino Novarese – Cromwell – Krieg dem König (Cromwell)
Jocelyn Rickards – Ryans Tochter (Ryan’s Daughter)
1972
Piero Tosi – Tod in Venedig (Morte a Venezia)
John Furniss – Der Mittler (The Go-Between)
Yvonne Blake, Antonio Castillo – Nikolaus und Alexandra (Nicholas and Alexandra)
Christine Edzard – Trixis Wunderland (The Tales of Beatrix Potter)
1973
Anthony Mendleson – Alice im Wunderland (Alice’s Adventures in Wonderland), Macbeth und Der junge Löwe (Young Winston)
Charlotte Flemming – Cabaret
Anna Hill Johnstone – Der Pate (The Godfather)
1974
Phyllis Dalton – Botschaft für Lady Franklin (The Hireling)
Beatrice Dawson – Ein Puppenheim (A Doll’s House)
Danilo Donati – Bruder Sonne, Schwester Mond (Brother Sun, Sister Moon)
Yvonne Blake – Jesus Christ Superstar
1975
Theoni V. Aldredge – Der große Gatsby (The Great Gatsby)
Anthea Sylbert – Chinatown
Tony Walton – Mord im Orient-Expreß (Murder on the Orient Express)
Yvonne Blake – Die drei Musketiere (The Three Musketeers)
1976
Ann Roth – Der Tag der Heuschrecke (The Day of the Locust)
Ulla-Britt Söderlund, Milena Canonero – Barry Lyndon
Yvonne Blake – Die vier Musketiere – Die Rache der Mylady (The Four Musketeers)
Edith Head – Der Mann, der König sein wollte (The Man Who Would Be King)
1977
Moidele Bickel – Die Marquise von O. (La Marquise d’O …)
Monica Howe – Bugsy Malone
Judith Dorsman – Picknick am Valentinstag (Picnic at Hanging Rock)
Julie Harris – Cinderellas silberner Schuh (The Slipper and the Rose)
1978
Danilo Donati – Fellinis Casanova (Il Casanova di Federico Fellini)
Michael Annals, Patrick Wheatley – Die Abenteuer des Joseph Andrews (Joseph Andrews)
Theadora Van Runkle – New York, New York
Shirley Russell – Valentino
1979
Anthony Powell – Tod auf dem Nil (Death on the Nile)
Tom Rand – Die Duellisten (The Duellists)
Anthea Sylbert, Joan Bridge, Annalisa Nasalli-Rocca – Julia
John Mollo – Krieg der Sterne (Star Wars)

## 1980er-Jahre
1980
Shirley Russell – Yanks – Gestern waren wir noch Fremde (Yanks)
Shirley Russell – Das Geheimnis der Agatha Christie (Agatha)
John Mollo – Alien – Das unheimliche Wesen aus einer fremden Welt (Alien)
Judy Moorcroft – Die Europäer (The Europeans)
1981
Seiichiro Momosawa – Kagemusha – Der Schatten des Kriegers (Kagemusha)
Albert Wolsky – Hinter dem Rampenlicht (All That Jazz)
Frantz Salieri – Don Giovanni
Danilo Donati – Flash Gordon
1982
Milena Canonero – Die Stunde des Siegers (Chariots of Fire)
Bob Ringwood – Excalibur
Tom Rand – Die Geliebte des französischen Leutnants (The French Lieutenant’s Woman)
Anthony Powell – Tess
1983
Michael Kaplan, Charles Knode – Blade Runner
Sue Blane – Der Kontrakt des Zeichners (The Draughtsman’s Contract)
Bhanu Athaiya, John Mollo – Gandhi
Shirley Russell – Reds
1984
Piero Tosi – La Traviata
Marik Vos-Lundh – Fanny und Alexander (Fanny och Alexander)
Barbara Lane – Hitze und Staub (Heat and Dust)
Ruth Morley – Tootsie
1985
Gabriella Pescucci – Es war einmal in Amerika (Once Upon a Time in America)
Jenny Beavan, John Bright – Die Damen aus Boston (The Bostonians)
Elizabeth Waller – Die Zeit der Wölfe (The Company of Wolves)
Yvonne Sassinot de Nesle – Eine Liebe von Swann
1986
Milena Canonero – The Cotton Club (The Cotton Club)
Theodor Pištěk – Amadeus
Charles Knode – Legende (Legend)
Judy Moorcroft – Reise nach Indien (A Passage to India)
1987
Jenny Beavan, John Bright – Zimmer mit Aussicht (A Room with a View)
Enrico Sabbatini – Mission (The Mission)
Milena Canonero – Jenseits von Afrika (Out of Africa)
Emi Wada – Ran
1988
Jeffrey Kurland – Radio Days
Shirley Russell – Hope and Glory
Sands Film – Klein Dorrit (Little Dorrit)
Marilyn Vance – The Untouchables – Die Unbestechlichen (The Untouchables)
1989
James Acheson – Der letzte Kaiser (The Last Emperor)
Judy Moorcroft – The Dressmaker
Bob Ringwood – Das Reich der Sonne (Empire of the Sun)
Marit Allen – Die letzten Tage in Kenya (White Mischief)

## 1990er-Jahre
1990
Gabriella Pescucci – Die Abenteuer des Baron Münchhausen (The Adventures of Baron Munchausen)
Bob Ringwood – Batman
James Acheson – Gefährliche Liebschaften (Dangerous Liaisons)
Phyllis Dalton – Henry V. (Henry V)
1991
Richard Bruno – GoodFellas – Drei Jahrzehnte in der Mafia (Goodfellas)
Beatrice Bordone – Cinema Paradiso (Nuovo cinema Paradiso)
Milena Canonero – Dick Tracy
Marilyn Vance – Pretty Woman
1992
Franca Squarciapino – Cyrano von Bergerac (Cyrano de Bergerac)
Colleen Atwood – Edward mit den Scherenhänden (Edward Scissorhands)
John Bloomfield – Robin Hood – König der Diebe (Robin Hood: Prince of Thieves)
Theodor Pistek – Valmont
1993
Catherine Martin, Angus Strathie – Strictly Ballroom – Die gegen alle Regeln tanzen (Strictly Ballroom)
Ellen Mirojnick, John Mollo – Chaplin
Jenny Beavan, John Bright – Wiedersehen in Howards End (Howards End)
Elsa Zamparelli – Der letzte Mohikaner (The Last of the Mohicans)
1994
Janet Patterson – Das Piano (The Piano)
Eiko Ishioka – Bram Stoker’s Dracula
Phyllis Dalton – Viel Lärm um nichts (Much Ado About Nothing)
Sandy Powell – Orlando
Anna B. Sheppard – Schindlers Liste (Schindler’s List)
1995
Tim Chappel, Lizzy Gardiner – Priscilla – Königin der Wüste (The Adventures of Priscilla, Queen of the Desert)
Lindy Hemming – Vier Hochzeiten und ein Todesfall (Four Weddings and a Funeral)
Sandy Powell – Interview mit einem Vampir (Interview with the Vampire: The Vampire Chronicles)
Colleen Atwood – Betty und ihre Schwestern (Little Women)
1996
Charles Knode – Braveheart
Mark Thompson – King George – Ein Königreich für mehr Verstand (The Madness of King George)
James Acheson – Restoration – Zeit der Sinnlichkeit (Restoration)
Jenny Beavan, John Bright – Sinn und Sinnlichkeit (Sense and Sensibility)
1997
Shuna Harwood – Richard III. (Richard III)
Ann Roth – Der englische Patient (The English Patient)
Penny Rose – Evita
Alexandra Byrne – Hamlet
1998
Deirdre Clancy – Ihre Majestät Mrs. Brown (Mrs. Brown)
Ruth Myers – L.A. Confidential
Deborah Lynn Scott – Titanic
Sandy Powell – Wings of the Dove – Die Flügel der Taube (The Wings of the Dove)
1999
Sandy Powell – Velvet Goldmine
Alexandra Byrne – Elizabeth
Graciela Mazón – Die Maske des Zorro (The Mask of Zorro)
Sandy Powell – Shakespeare in Love

## 2000er-Jahre
2000
Colleen Atwood – Sleepy Hollow
Sandy Powell – Das Ende einer Affäre (The End of the Affair)
Caroline Harris – Ein perfekter Ehemann (An Ideal Husband)
Anna Anni, Jenny Beavan, Alberto Spiazzi – Tee mit Mussolini (Tea with Mussolini)
2001
Timmy Yip – Tiger and Dragon (Wòh? Cánglóng)
Renee Ehrlich Kalfus – Chocolat – Ein kleiner Biss genügt (Chocolat)
Janty Yates – Gladiator
Monica Howe – O Brother, Where Art Thou? – Eine Mississippi-Odyssee (O Brother, Where Art Thou?)
Jacqueline West – Quills – Macht der Besessenheit (Quills)
2002
Jenny Beavan – Gosford Park
Judianna Makovsky – Harry Potter und der Stein der Weisen (Harry Potter and the Philosopher’s Stone)
Ngila Dickson – Der Herr der Ringe: Die Gefährten (The Lord of the Rings: The Fellowship of the Ring)
Catherine Martin and Angus Strathie – Moulin Rouge (Moulin Rouge!)
Colleen Atwood – Planet der Affen (Planet of the Apes)
2003
Ngila Dickson, Richard Taylor – Der Herr der Ringe: Die zwei Türme (The Lord of the Rings: The Two Towers)
Mary Zophres – Catch Me If You Can
Colleen Atwood – Chicago
Julie Weiss – Frida
Sandy Powell – Gangs of New York
2004
Wendy Stites – Master & Commander – Bis ans Ende der Welt (Master and Commander: The Far Side of the World)
Carlo Poggioli, Ann Roth – Unterwegs nach Cold Mountain (Cold Mountain)
Dien van Straalen – Das Mädchen mit dem Perlenohrring (Girl with a Pearl Earring)
Ngila Dickson, Richard Taylor – Der Herr der Ringe: Die Rückkehr des Königs (The Lord of the Rings: The Return of the King)
Penny Rose – Fluch der Karibik (Pirates of the Caribbean: The Curse of the Black Pearl)
2005
Jacqueline Durran – Vera Drake
Sandy Powell – Aviator (The Aviator)
Alexandra Byrne – Wenn Träume fliegen lernen (Finding Neverland)
Emi Wada – House of Flying Daggers (Shí Miàn Mái Fú)
Sammy Sheldon – Der Kaufmann von Venedig (The Merchant of Venice)
2006
Colleen Atwood – Die Geisha (Memoirs of a Geisha)
Gabriella Pescucci – Charlie und die Schokoladenfabrik (Charlie and the Chocolate Factory)
Isis Mussenden – Die Chroniken von Narnia: Der König von Narnia (The Chronicles of Narnia: The Lion, the Witch and the Wardrobe)
Sandy Powell – Lady Henderson präsentiert (Mrs Henderson Presents)
Jacqueline Durran – Stolz und Vorurteil (Pride and Prejudice)
2007
Lala Huete – Pans Labyrinth (El laberinto del fauno)
Patricia Field – Der Teufel trägt Prada (The Devil Wears Prada)
Milena Canonero – Marie Antoinette
Penny Rose – Pirates of the Caribbean – Fluch der Karibik 2 (Pirates of the Caribbean: Dead Man’s Chest)
Consolata Boyle – Die Queen (The Queen)
2008
Marit Allen – La vie en rose (La môme)
Jacqueline Durran – Abbitte (Atonement)
Alexandra Byrne – Elizabeth – Das goldene Königreich (Elizabeth: The Golden Age)
Lai Pan – Gefahr und Begierde (Sè, jiè)
Colleen Atwood – Sweeney Todd – Der teuflische Barbier aus der Fleet Street (Sweeney Todd: The Demon Barber of Fleet Street)
2009
Michael O’Connor – Die Herzogin (The Duchess)
Deborah Hopper – Der fremde Sohn (Changeling)
Jacqueline West – Der seltsame Fall des Benjamin Button (The Curious Case of Benjamin Button)
Lindy Hemming – The Dark Knight
Albert Wolsky – Zeiten des Aufruhrs (Revolutionary Road)

## 2010er-Jahre
2010
Sandy Powell – Young Victoria (The Young Victoria)
Janet Patterson – Bright Star
Catherine Leterrier – Coco Chanel – Der Beginn einer Leidenschaft (Coco avant Chanel)
Odile Dicks-Mireaux – An Education
Arianne Phillips – A Single Man
2011
Colleen Atwood – Alice im Wunderland (Alice in Wonderland)
Amy Westcott – Black Swan
Jenny Beavan – The King’s Speech
Louise Stjernsward – We Want Sex (Made in Dagenham)
Mary Zophres – True Grit
2012
Mark Bridges – The Artist
Sandy Powell – Hugo Cabret (Hugo)
Michael O’Connor – Jane Eyre
Jill Taylor – My Week with Marilyn
Jacqueline Durran – Dame, König, As, Spion (Tinker Tailor Soldier Spy)
2013
Jacqueline Durran – Anna Karenina
Beatrix Aruna Pasztor – Große Erwartungen (Great Expectations)
Paco Delgado – Les Misérables
Joanna Johnston – Lincoln
Colleen Atwood – Snow White and the Huntsman
2014
Catherine Martin – Der große Gatsby (The Great Gatsby)
Michael Wilkinson – American Hustle
Ellen Mirojnick –  Liberace – Zu viel des Guten ist wundervoll (Behind The Candelabra)
Michael O’Connor – The Invisible Woman
Daniel Orlandi – Saving Mr. Banks
2015
Milena Canonero – Grand Budapest Hotel (The Grand Budapest Hotel)
Colleen Atwood – Into the Woods
Jacqueline Durran – Mr. Turner – Meister des Lichts (Mr. Turner)
Steven Noble – Die Entdeckung der Unendlichkeit (The Theory of Everything)
Sammy Sheldon – The Imitation Game – Ein streng geheimes Leben (The Imitation Game)
2016
Jenny Beavan – Mad Max: Fury Road
Paco Delgado – The Danish Girl
Odile Dicks-Mireaux – Brooklyn – Eine Liebe zwischen zwei Welten (Brooklyn)
Sandy Powell – Carol
Sandy Powell – Cinderella
2017
Madeline Fontaine – Jackie: Die First Lady (Jackie)
Colleen Atwood – Phantastische Tierwesen und wo sie zu finden sind (Fantastic Beasts and Where to Find Them)
Consolata Boyle – Florence Foster Jenkins
Joanna Johnston – Allied – Vertraute Fremde (Allied)
Mary Zophres – La La Land
2018
Mark Bridges – Der seidene Faden (Phantom Thread)
Jacqueline Durran – Die dunkelste Stunde (Darkest Hour)
Jennifer Johnson – I, Tonya
Jacqueline Durran – Die Schöne und das Biest
Luis Sequeira – Shape of Water – Das Flüstern des Wassers (The Shape of Water)
2019
Sandy Powell – The Favourite – Intrigen und Irrsinn (The Favourite)
Alexandra Byrne – Maria Stuart, Königin von Schottland (Mary Queen of Scots)
Julian Day – Bohemian Rhapsody
Sandy Powell – Mary Poppins’ Rückkehr (Mary Poppins Returns)
Mary Zophres – The Ballad of Buster Scruggs

## 2020er-Jahre
2020
Jacqueline Durran – Little Women
- Christopher Peterson und Sandy Powell – The Irishman
- Arianne Phillips – Once Upon a Time in Hollywood
- Mayes C. Rubeo – Jojo Rabbit
- Jany Temime – Judy

2021
Ann Roth – Ma Rainey’s Black Bottom
- Alice Babidge – Die Ausgrabung (The Dig)
- Alexandra Byrne – Emma
- Michael O’Connor – Ammonite
- Trish Summerville – Mank

2022
Jenny Beavan – Cruella
- Milena Canonero – The French Dispatch
- Massimo Cantini Parrini – Cyrano
- Robert Morgan, Jacqueline West – Dune
- Luis Sequeira – Nightmare Alley

2023
Catherine Martin – Elvis
- Jenny Beavan – Mrs. Harris und ein Kleid von Dior (Mrs. Harris Goes to Paris)
- Lisy Christl – Im Westen nichts Neues
- J. R. Hawbaker, Albert Wolsky – Amsterdam
- Mary Zophres – Babylon – Rausch der Ekstase (Babylon)

2024
Holly Waddington – Poor Things
- David Crossman und Janty Yates – Napoleon
- Jacqueline Durran – Barbie
- Ellen Mirojnick – Oppenheimer
- Jacqueline West – Killers of the Flower Moon

2025
Paul Tazewell – Wicked
- Lisy Christl – Konklave (Conclave)
- Jacqueline Durran – Blitz
- Linda Muir – Nosferatu – Der Untote (Nosferatu)
- Arianne Phillips – Like A Complete Unknown (A Complete Unknown)